# الاعترافات
الاعترافات رواية للروائي اللبناني ربيع جابر. صدرت الرواية لأوّل مرة عام 2008 عن دار نشر المركز الثقافي العربي، بالاشتراك مع دار الآداب للنشر والتوزيع في بيروت. ودخلت في القائمة الطويلة للجائزة العالمية للرواية العربية لعام 2009، المعروفة باسم «جائزة بوكر العربية».

## حول الرواية
يروي الكاتب اللبناني «ربيع جابر» في هذه الرواية حكاية كابوسية، عن الحرب ومآسيها وماذا تفعل بالبشر، حيث نشأ الروائي خلال الحرب الاهلية اللبنانية، وبهذه الرواية يسرد واقع حياة من عاشوا ويعيشون تحت نيران المدافع وشهدوا ما آل إليه مجتمعهم وبلدانهم بعد أن حطت الحرب أوزارها. ملخص اعترافات ربيع جابر، ترسل رسالة مفادها: «وإن انتهت الحرب، فهي لا تنتهي حقاً بالنسبة إلى الاشخاص الذين عاشوها وشهدوا نتائجها الأليمة، اذ تظل الذكريات الموجعة والكوابيس المروعة تقض مضاجعهم»، وأن على الأجيال أن تتعلّم من أخطاء وتاريخ غيرها، حتى لا تتكرّر ذات المآسي.